# Erigeron aliceae
Erigeron aliceae là một loài thực vật có hoa trong họ Cúc. Loài này được Howell mô tả khoa học đầu tiên năm 1900.